# Synagoga Monastirioton w Salonikach
Synagoga Monastirioton w Salonikach, zwana również Monastirlis – synagoga znajdująca się w Salonikach, w Grecji, przy ulicy Sygrou 35. Jest jedyną ocalałą spośród 40 działających przed II wojną światową synagog w mieście.

## Historia
Synagoga została zbudowana w latach 1925–1927, z inicjatywy zamożnej rodziny Aroesti, która przybyła do Salonik z Bitoli (dawniej Monastir - stąd jej nazwa). Projekt budynku wykonał Eli Levy. Podczas okupacji niemieckiej budynek zajmował Czerwony Krzyż i dzięki temu ocalała. Po zakończeniu II wojny światowej zdewastowane wnętrze budynku zostało odnowione i z powrotem dostosowane do funkcji kultowych. Trzęsienie ziemi z 1978 roku spowodowało pęknięcia murów budynku. W maju 2000 roku budynek synagogi został uszkodzony przez wandali, którzy namalowali na nim swastyki i hasła antysemickie. 
W chwili obecnej jest to główna synagoga Salonik i znajduje się pod opieką miejscowej społeczności żydowskiej.

## Architektura
Murowany, dwukondygnacyjny budynek synagogi wzniesiono na planie prostokąta. Na parterze znajduje się obszerna główna sala modlitewna oraz niewielka szkoła żydowska, a na pierwszym piętrze babiniec oraz kilka pokoi. 
Przy wejściu do budynku znajdują się dwie marmurowe kolumny, które symbolizują te, które stały przy wejściu do Świątyni Jerozolimskiej. Trzyczęściowa konstrukcja synagogi nawiązuje do trójnawowych bazylik, umieszczenie teby i Aron ha-kodesz we wschodniej części budynku nawiązuje do rozwiązań przyjętych we wcześniejszych synagogach sefardyjskich w tym mieście.